# John Leeson
John Leeson (Leicester, 16 marzo 1943) è un attore e doppiatore britannico.

## Biografia
Studiò al RADA e prese parte a molti spettacoli teatrali. Nel 1977 iniziò a dare la voce al cane robot K-9 della nota serie televisiva Doctor Who, che riprese anche negli spin-off The Sarah Jane Adventures e K-9. Il ruolo di K-9 venne utilizzato anche in molti audiodrammi e parodie.

## Filmografia parziale
- Dad's Army - serie televisiva (1969)
- Crown Court - serie televisiva (1977)
- Doctor Who - serie televisiva (1977-1988, 2006-2008)
- Blake's 7 - serie televisiva (1978-1979)
- Sorry! - serie televisiva (1981)
- Metropolitan Police (The Bill) - serie televisiva (1993)
- Doctors - serial televisivo (2001)
- Le avventure di Sarah Jane (The Sarah Jane Adventures) - serie televisiva (2007-2010)